# Stegonia lorentzii
Stegonia lorentzii là một loài rêu trong họ Pottiaceae. Loài này được (Müll. Hal.) I. Hagen mô tả khoa học đầu tiên năm 1929.